# 일동후디스
일동후디스(日東후디스)는 대한민국의 영유아식 전문 기업이다.

## 연혁
- 1970년 8월 : 남양산업으로 설립
- 1985년 9월 : 본사 사옥 건립
- 1996년 7월 : 일동제약 그룹으로 편입
- 1997년 2월 : 사명을 남양산업에서 일동후디스로 변경
- 2019년 3월 : 일동홀딩스 자회사 분리
- 2021년 12월 : 하이뮨과 함께하는 SBS라디오 건강캠페인 진행

## 사건
- 2011년 일동후디스는 산부인과에 리베이트를 제공하다가 공정거래위원회에 적발되었다.[1]